# Zhang Yang (général)
Dans ce nom chinois, le nom de famille, Zhang, précède le nom personnel.
Pour les articles homonymes, voir Zhang.
Zhang Yang (août 1951 - 23 novembre 2017) est un général de l'Armée populaire de libération en Chine. Il a servi comme directeur du département de travail politique. Il était auparavant commissaire politique de la région militaire de Guangzhou. Accusé de corruption, il se suicide le 23 novembre 2017.

## Biographie
Zhang Yang, un Chinois de nationalité Han, est originaire du xian de Wuqiang, dans la ville-préfecture de Hengshui (province du Hebei). Zhang Yang est né en 1951, il est entré dans la vie active en 1968 et a rejoint le Parti communiste chinois en 1969. Il a été directeur du département politique de la région militaire de Guangzhou, de 2004 à 2007. Il est ensuite commissaire politique et secrétaire du Comité de la Région militaire de Guangzhou du PCC. Il est membre du 17e Comité central du Parti communiste chinois.
En 2012, il est devenu directeur du Département politique général de l'Armée populaire de libération, membre du 18e Comité central du PCC et membre de la 18e Commission militaire centrale du PCC. À la CMC, Zhang Yang a la responsabilité d'attribuer des postes au sein de l’armée : il dispose ainsi d’un pouvoir important.
Le quotidien South China Morning Post, citant les médias d'État chinois, rapporte que Zhang, 66 ans, ancien chef du département du travail politique de la Commission militaire centrale (CMC), s'est « pendu » chez lui à Pékin le 23 novembre 2017 au matin. Son suicide avait été relayé à tous les commandements de l'Armée populaire de libération.
Selon le ministère de la Défense chinois : « Il est avéré que Zhang Yang a gravement violé la discipline et la loi. Il est soupçonné d’avoir versé et reçu des pots-de-vin et n’a pu clarifier la provenance de biens de grande valeur ».
Zhang Yang aurait eu des liens avec le général Xu Caihou, l'ancien chef du département politique de l'armée, et le général Guo Boxiong, un ancien vice-président du CMC. Tous deux ont été accusés de corruption - Xu Caihou est mort d'un cancer avant d'être emprisonné et en juillet 2016, Guo Boxiong a été condamné à une peine d'emprisonnement à perpétuité.
Cette mise à l'écart et ce suicide illustrent l'opération de lutte contre la corruption menée par le président Xi Jinping pour réformer l'armée et la rendre plus efficace ainsi que plus docile à son pouvoir.